# Epiactis irregularis
Epiactis irregularis is een zeeanemonensoort uit de familie Actiniidae.
Epiactis irregularis is voor het eerst wetenschappelijk beschreven door Carlgren in 1951.